# Observatoire de Kiso
Pour les articles homonymes, voir Kiso (homonymie).
L'observatoire de Kiso (木曽観測所, Kiso Kansokujo) est un observatoire astronomique situé sur le mont Ontake au Japon, à une altitude de 1 130 mètres.
L'observatoire a été fondé en 1974 et est administré par l'institut d'astronomie (Faculté des sciences) de l'université de Tokyo. 
Il possède un télescope de Schmidt d'un diamètre de 105 cm.
Le Centre des planètes mineures lui attribue la découverte de 3 astéroïdes numérotés entre 1994 et 1996.